# Marie-Anne Erize
Marie-Anne Erize est un mannequin et une militante des Montoneros franco-argentine née le 28 mars 1952 à Espartillar (es), province de Buenos Aires et disparue à San Juan le 15 octobre 1976.

## Biographie
Fille de parents français, Albert Erize, d'origine béarnaise, et Françoise Tisseau, Marie-Anne Erize est un mannequin à succès au début des années 1970 lorsqu'elle s'engage dans la clandestinité avec les Montoneros.
Elle est enlevée le 15 octobre 1976 pendant la dictature militaire. Elle aurait été violée par ses ravisseurs avant d’être assassinée.
En juillet 2013, Jorge Antonio Olivera, ancien militaire, est condamné à la prison à vie pour la disparition d'Erize, mais s'évade d'un hôpital militaire quelques jours plus tard. Le gouvernement argentin propose alors une récompense de deux millions de pesos pour toute information permettant sa capture. En France, le site du ministère de l'Europe et des Affaires étrangères annonce son arrestation le 31 janvier 2017.
La vie de Marie-Anne Erize a fait l'objet d'un livre de Philippe Broussard sous le titre La Disparue de San Juan, et sa disparition est également le sujet de la chanson Disparue de Jean-Pierre Mader en  1984.

### Vidéographie
- (es) [vidéo] Museo del Cine Pablo Ducrós Hicken, « Playa (1972) », sur YouTube, 6 juillet 2023.